# Kreis Kisbér
Der Kreis Kisbér (ungarisch Kisbéri járás) ist ein Kreis im Südwesten des nordungarischen Komitats Komárom-Esztergom. Er grenzt im Norden an den Kreis Esztergom, im Nordosten an den Kreis Oroszlány und im Südosten an den Kreis Mór. Im Westen bildet das Komitat Győr-Moson-Sopron die Grenze, im Süden das Komitat Veszprém und im Südosten das Komitat Fejér.

## Geschichte
Der Kreis ging während der ungarischen Verwaltungsreform Anfang 2013 unverändert mit allen 17 Gemeinden aus seinem Vorgänger, dem gleichnamigen Kleingebiet (ungarisch Kisbéri kistérség) hervor.

## Gemeindeübersicht
Der Kreis Kisbér hat eine durchschnittliche Gemeindegröße von 1.166 Einwohnern auf einer Fläche von 30,03 Quadratkilometern. Die Bevölkerungsdichte des bevölkerungsärmsten Kreises ist die niedrigste im Komitat. Der Verwaltungssitz befindet sich in der einzigen Stadt, Kisbér, im Zentrum des Kreises gelegen.
| Gemeinde          | Status   | Herkunft Kleingebiet | Einwohnerzahl | Einwohnerzahl | Einwohnerzahl | Fläche (km²) | Bevölkerungs- dichte (Ew./km²) |
| Gemeinde          | Status   | Herkunft Kleingebiet | 01.10.2011    | 01.01.2013    | 01.01.2016    | 01.01.2016   | Bevölkerungs- dichte (Ew./km²) |
| ----------------- | -------- | -------------------- | ------------- | ------------- | ------------- | ------------ | ------------------------------ |
| Ácsteszér         | Gemeinde | Kisbér               | 682           | 704           | 691           | 17,71        | 39,0                           |
| Aka               | Gemeinde | Kisbér               | 239           | 247           | 248           | 18,10        | 13,7                           |
| Ászár             | Gemeinde | Kisbér               | 1.716         | 1.713         | 1.692         | 18,68        | 90,6                           |
| Bakonybánk        | Gemeinde | Kisbér               | 433           | 451           | 434           | 15,06        | 28,8                           |
| Bakonysárkány     | Gemeinde | Kisbér               | 980           | 1.012         | 967           | 14,12        | 68,5                           |
| Bakonyszombathely | Gemeinde | Kisbér               | 1.420         | 1.450         | 1.425         | 36,52        | 39,0                           |
| Bársonyos         | Gemeinde | Kisbér               | 772           | 774           | 752           | 16,87        | 44,6                           |
| Császár           | Gemeinde | Kisbér               | 1.836         | 1.855         | 1.901         | 67,81        | 28,0                           |
| Csatka            | Gemeinde | Kisbér               | 240           | 237           | 221           | 17,77        | 12,4                           |
| Csép              | Gemeinde | Kisbér               | 347           | 349           | 360           | 20,04        | 18,0                           |
| Ete               | Gemeinde | Kisbér               | 577           | 593           | 617           | 20,62        | 29,9                           |
| Kerékteleki       | Gemeinde | Kisbér               | 700           | 689           | 691           | 29,45        | 23,5                           |
| Kisbér            | Stadt    | Kisbér               | 5.564         | 5.432         | 5.357         | 52,17        | 102,7                          |
| Réde              | Gemeinde | Kisbér               | 1.410         | 1.412         | 1.334         | 45,88        | 29,1                           |
| Súr               | Gemeinde | Kisbér               | 1.263         | 1.232         | 1.186         | 37,36        | 31,7                           |
| Tárkány           | Gemeinde | Kisbér               | 1.532         | 1.518         | 1.408         | 64,94        | 21,7                           |
| Vérteskethely     | Gemeinde | Kisbér               | 573           | 553           | 544           | 17,46        | 31,2                           |
| Kreis Kisbér      |          |                      | 20.284        | 20.221        | 19.828        | 510,56       | 38,8                           |